# Pura vida (frase)

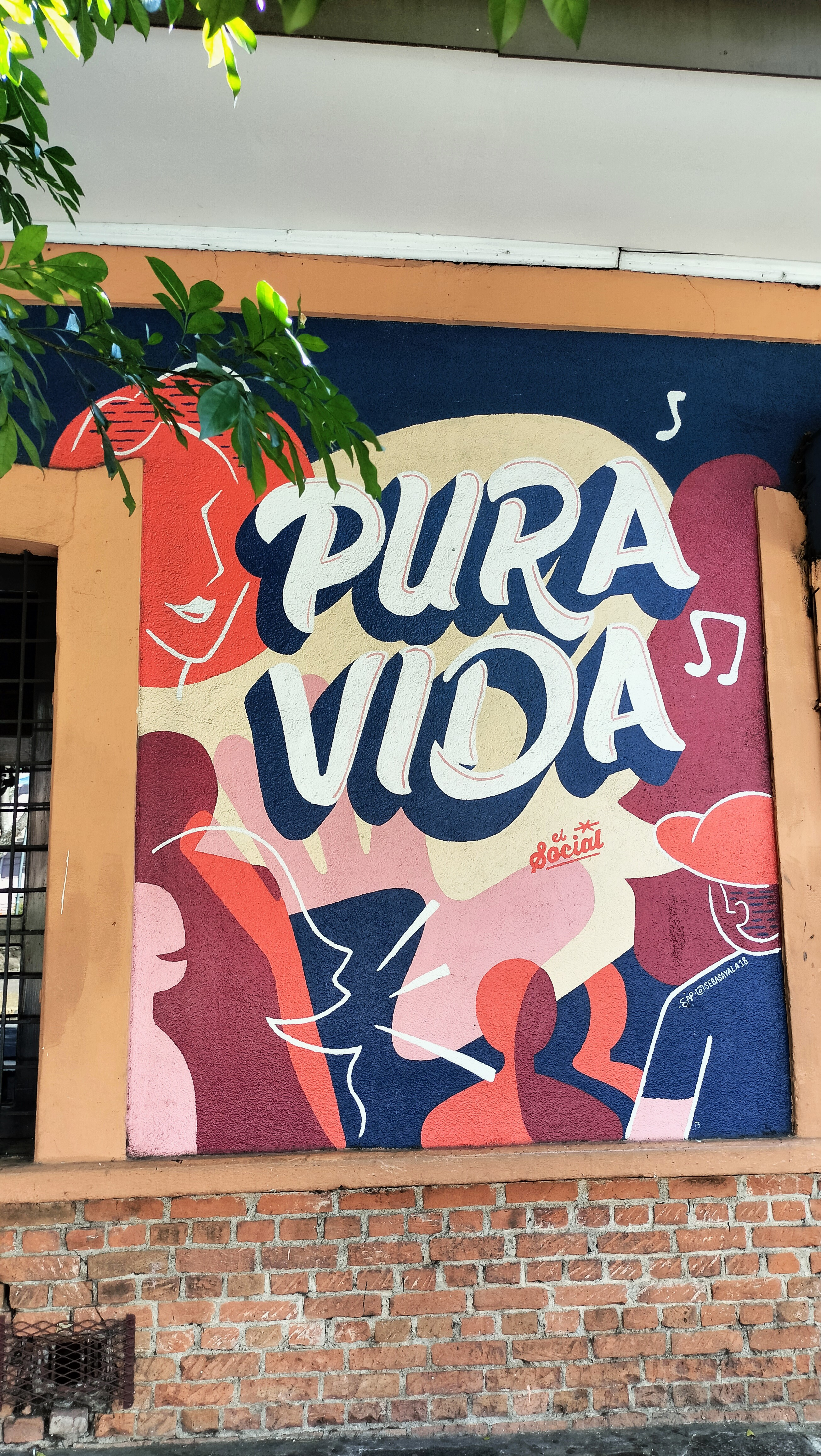
Frase ¡Pura Vida! pintada en las calles de San José, Costa Rica, 2024.

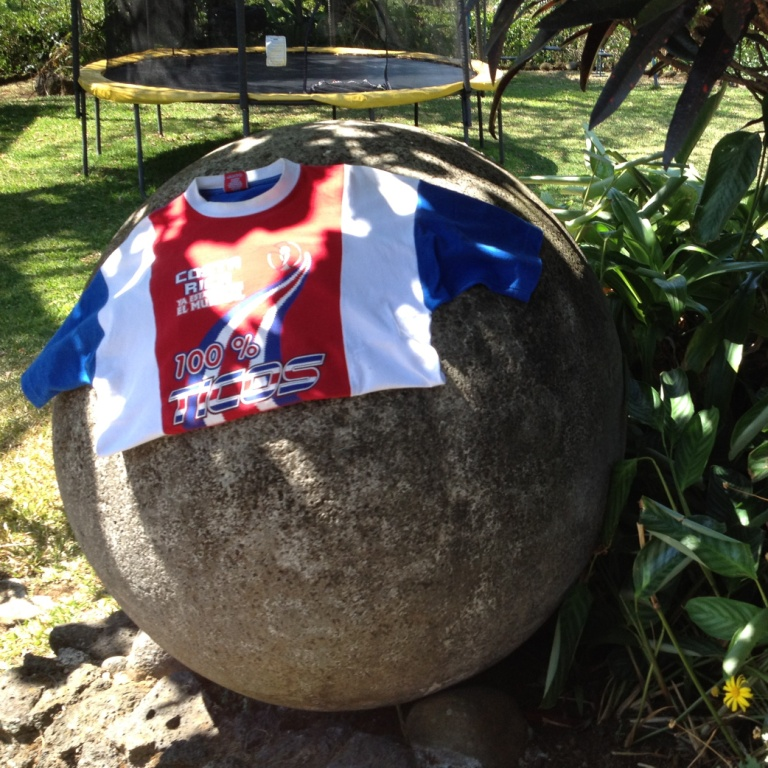
Camiseta con los colores de la bandera y la inscripción de "100% Ticos Pura Vida", secándose al sol sobre una esfera de piedra ancestral

Pura vida es una frase usada en Costa Rica en variadas ocasiones, pero especialmente como respuesta al saludo (—"¿Cómo estás?" —"Pura vida"), equivaliendo a "muy bien".
La frase es usada publicitariamente por empresas nacionales que presumen de su origen nacional, como es el caso de empresas que comercializan cerveza o colchones y que quieren cerrar el paso a marcas extranjeras en un ambiente globalizante, o bien por marcas transnacionales que intentan irrumpir en Costa Rica como nuevo mercado.

## Origen
Se atribuye el origen de la frase a la película mexicana de 1955 ¡Pura Vida!, dirigida por Gilberto Martínez Solares y protagonizada por Antonio Espino y Mora, conocido como «Clavillazo», junto a Carmelita González y Maricruz Olivier. Melquiades Ledezma, un personaje de mala fortuna interpretado por Clavillazo, repite trece veces la frase durante la película. El comediante ya la había usado en películas anteriores.

## Real Academia Española (RAE)
El 28 de noviembre del 2023 la expresión “Pura Vida” fue incluida por la RAE entre sus diccionarios, con las acepciones siguientes:
- 1. C. Rica. Dicho de una persona: Agradable o simpática.
- 2. C. Rica. Dicho de una cosa: Buena o agradable.
- 3. C. Rica. Dicho de una persona: Que goza de buena salud.
- 4. C. Rica. Muy bien.
- 5. C. Rica. de acuerdo (manifestando asentimiento o conformidad).
- 6. C. Rica. U. como fórmula exclamativa de saludo y despedida.[3][4]